# Бреслауэр, Джордж Уильям
Джордж Уильям Бреслауэр (англ. George William Breslauer; род. 4 марта 1946; Нью-Йорк, штат Нью-Йорк, США) — американский политолог, в прошлом исполнительный вице-канцлер и проректор Калифорнийского университета в Беркли, общественный деятель.

## Биография
Бреслауэр — специалист по внешней политике СССР и России и международным отношениям, вопросам политического лидерства. Автор или редактор 20 монографий.
Бреслауэр получил степени бакалавра (1966), магистра (1968) и доктора философии (1973) по политологии в Мичиганском университете. Он также имеет сертификат по русистике (1968).
В 1971 году он начал работать на факультете политологии в Калифорнийском университете в Беркли, пройдя путь до профессора (1990—2014) и уйдя на почётную должность профессора магистратуры в 2014 году.
Бреслауэр — старший брат известного химика Кеннета Бреслауэра и зять, через свою сестру, канадского политика Боба Франкфорда.

## Награды и признание заслуг
В 1997 году он был удостоен награды за выдающиеся заслуги в области общественных наук Калифорнийского университета в Беркли. В 1998 году он назначен профессором при ректоре за «сочетание выдающихся достижений на высшем уровне в области исследований, преподавания и общественной деятельности». В 2014 году Бреслауэр был избран членом Американской академии искусств и наук. В 2015 году он получил от академического сената Калифорнийского университета награду Кларка Керра за выдающееся лидерство в сфере высшего образования.

## Некоторые должности
В Калифорнийском университете в Беркли Бреслауэр занимал ряд руководящих должностей:
- Заведующий Центром славянских и восточноевропейских исследований (1984—1994)
- Заведующий кафедрой политологии (1993—1996)
- Декан Отделения общественных наук (1999—2006)
- Исполнительный декан Колледжа литературы и наук (2005—2006)
- Исполнительный вице-канцлер и проректор (2006—2014)

В профессии:
- Редактор журнала Post-Soviet Affairs (1992—2015)
- Член Попечительского совета Национального совета по советским и восточноевропейским исследованиям (1985—1991; заместитель председателя, с 1988 по 1991)
- Член Комитета по вкладу социальных и поведенческих наук в предотвращение ядерной войны, Национального исследовательского совета (англ. National Research Council)
- Член Совета директоров Американской ассоциации развития славистики (англ. American Association for the Advancement of Slavic Studies; 1990—1993; член Исполнительного комитета, 1991—1993).

## Гранты и стипендии
Бреслауэр был получателем следующих грантов и стипендий с момента получения степени доктора философии:
- Гуверовский институт
- Американская ассоциация развития славистики
- Национальный совет по советским и восточноевропейским исследованиям
- Фонд Форда[9]
- Фонд Рокфеллера
- Корпорация Карнеги
- Национальная Академия наук
- Национальный научно-исследовательский совет

## Избранная библиография
- Soviet Strategy in the Middle East (1989)
- Learning in US and Soviet Foreign Policy (1991)
- Krushchev and Brezhnev as Leaders (London: Allen and Unwin, 1982)
- Evaluating Gorbachev as Leader, Soviet Economy' (Oct-Dec 1989)
- Soviet Policy in Africa: From the Old to the New Thinking (1992)
- Gorbachev and Yeltsin as Leaders (2002)
- Counterfactual Reasoning in Western Studies of Soviet Politics and Foreign Relations, in P. Tetlock and A. Belkin, eds.
- Counterfactual Thought Experiments in World Politics (Princeton: Princeton University Press, 1996)